# I'm Outta Time
Pour l’article homonyme, voir Outta Time pour la chanson de l'artiste pop anglaise Natalia Kills.
Singles de Oasis
The Shock of the Lightning
(2008) Falling Down
(2009)
Pistes de Dig Out Your Soul
The Shock of the Lightning (Get Off Your) High Horse Lady
I'm Outta Time est une chanson du groupe de rock anglais Oasis, présente sur leur septième album studio Dig Out Your Soul (2008). C'est aussi le second single extrait de l'album, succédant à The Shock of the Lightning. I'm Outta Time a été écrite par le chanteur principal du groupe, Liam Gallagher et est sorti en single le 1er décembre 2008. Il atteint la douzième place du classement britannique.

## Composition
Le morceau contient de 3:25 à 3:35 un bref sample provenant d'une des dernières interviews de John Lennon, en 1980. Dans l'extrait, Lennon dit : "As Churchill said, it's every Englishman's inalienable right to live where the hell he likes. What's it going to do, vanish? Is it not going to be there when I get back?" (Comme Churchill l'a dit, c'est un droit inaliénable pour chaque Anglais de vivre où bon lui semble. Que va faire ce droit, disparaître ? Il ne sera plus là quand je reviendrai ?).
Le piano présent sur la piste rappelle également celui de Jealous Guy de Lennon. Liam a déclaré en plaisantant qu'il avait fallu plus de 9 ans pour composer la chanson.

## Réception
La chanson a été considérée comme un des points culminants de l'album par les fans, ainsi que le groupe lui-même. Elle a également été saluée par la critique musicale, avec le magazine NME qui la considère comme un retour en forme, et la compare à la musique qu'Oasis a toujours admiré dans les Beatles.
Le single s'est hissé à la 12e position dans les charts britanniques - une première pour Oasis qui depuis 1994 avait vu tous ses 22 singles se placer dans le top 10. Jusqu'à aujourd'hui, il a passé au total 24 semaines dans le classement français, la plus longue période jamais atteinte pour un single du groupe dans ce pays, mais a seulement passé deux semaines dans l'équivalent anglais, ce qui bat le record inverse de durée.

## Clip Vidéo
Le clip de I'm Outta Time est sorti en novembre 2008. Filmé en noir et blanc, il montre Liam Gallagher, seul, faisant selon lui un "voyage surréaliste à travers un paysage à l'anglaise, éclairé par une pleine lune". À la fin de la vidéo, Liam est filmé en gros plan à la façon de la pochette arrière de l'album Imagine de John Lennon.

## Autres Versions
La chanson a été reprise par la chanteuse Lily Allen sur l'émission Lounge Live sur la BBC le 2 décembre 2009.
Le single comporte des démos et remixes de l'album, mais pas de face-B, ce qui est rare. La démo de I'm Outta Time présente une utilisation plus forte de la batterie, notamment un solo vers le milieu de la piste.

## Liste des titres
- Single CD

1. I'm Outta Time (album version) Liam Gallagher - 4:10
2. I'm Outta Time (Twiggy Ramirez remix) Liam Gallagher - 6:14
3. The Shock of the Lightning (Jagz Kooner remix) Noel Gallagher - 6:40

- Vinyle 7"

1. I'm Outta Time (album version) Liam Gallagher - 4:10
2. To Be Where There's Life (Neon Neon remix) Gem Archer - 4:17

- Vinyle 12"

1. I'm Outta Time (Twiggy Ramirez remix) Liam Gallagher - 6:14
2. The Shock of the Lightning (Jagz Kooner remix) Noel Gallagher - 6:40

- Single iTunes

1. I'm Outta Time (album version) Liam Gallagher - 4:10
2. I'm Outta Time (Twiggy Ramirez remix) Liam Gallagher - 6:14
3. I'm Outta Time (Démo) Liam Gallagher - 4:01

- EP iTunes

1. I'm Outta Time (album version) Liam Gallagher - 4:10
2. I'm Outta Time (remix) Liam Gallagher - 6:14
3. I'm Outta Time (demo) Liam Gallagher - 4:01
4. The Shock of the Lightning (Jagz Kooner remix) Noel Gallagher - 6:40
5. To Be Where There's Life (Neon Neon remix) Gem Archer - 4:17

- EP collector

1. I'm Outta Time (album version) Liam Gallagher - 4:10
2. I'm Outta Time (remix) Liam Gallagher - 6:20
3. To Be Where There's Life (Neon Neon remix) Gem Archer - 4:20
4. Waiting for the Rapture (Alt Version no 2) Noel Gallagher - 2:59
5. To Be Where There's Life (Richard Fairless Version) Gem Archer - 6:29

## Charts
| Pays        | Chart               | Plus Haute Position |
| ----------- | ------------------- | ------------------- |
| Royaume-Uni | UK Singles Chart    | 12e                 |
| Irlande     | Irish Singles Chart | 30e                 |
| Italie      | FIMI Singles Chart  | 38e                 |
| France      | Top 50 Singles      | 62e                 |